# Bundesautobahn 201
Pour les articles homonymes, voir A201.
La Bundesautobahn 201 est le nom du projet de Bundesautobahn dans le Land de Mecklembourg-Poméranie-Occidentale.

## Histoire
L'A 201 devait mener de Grimmen en passant par Stralsund à Bergen auf Rügen.
Une partie de l'itinéraire est réalisée sous le nom de Bundesstraße 96n, qui est ensuite rebaptisée B 96 à la suite de changements d'itinéraire et était auparavant signalée comme telle. La B 96 continue de Stralsund à Bergen auf Rügen.